# Джайя Синхаварман II
Джайя Синхаварман II (вьет. Нян Дау; погиб в 1044) — царь Тямпы в 1041—1044 годах из VII династии, сын царя Викрантавармана IV. Убит в битве со вьетами при Нгухозянге.
Джайя Синхаварман (во вьетнамской транскрипции Нян Дау) стал царём Тямпы в 1041 году после смерти своего отца Викрантавармана IV. В 1043 году Джайя Синхаварман совершил неудачный морской набег на вьетское государство Дайковьет, где был без труда разбит войсками императора Ли Тхай-тонга. В марте 1044 года Ли Тхай-тонг перешёл в наступление, на своих кораблях перебросил вьетские войска в бухту Тыминь и направился к реке Нгухозянг, где стоял Джайя Синхаварман II во главе тямской армии. В произошедшем затем сражении войска Джайя Синхавармана были наголову разбиты, около 30 тыс. тямских воинов полегли на поле битвы, как и сам Джайя Синхаварман, 30 тямских боевых слонов и 5 тыс. солдат были захвачены в плен. Вьетский воин по имени Куать Зя И отрубил Джайя Синхаварману II голову, чтобы преподнести её Ли Тхай-тонгу.
В конце лета того же года вьетские войска взяли тямскую столицу Виджайю, где захватили всех жён и наложниц Джайя Синхавармана II. Самую красивую из них Ли Тхай-тонг намеревался забрать себе, однако она успела покончить с собой, бросившись в море.